# Зеленград (община Пробищип)
Вижте пояснителната страница за други значения на Зеленград.
Зеленград (на македонска литературна норма: Зеленград) е село в източната част на Северна Македония, община Пробищип.

## География
Селото е най-високо разпложеното на територията на община Пробищип. Лежи в западните ридове на Осоговската планина.
Селското землище обхваща 14,4 км2 или за селскостопански нужди 1424 хектара, от които 126 хектара обработваема земя, 489 хектара пасища и 809 хектара гори. Селото е от разпръснат тип и се състои от следните махали: Село или Зеленград, Гноище, Пайковица, Орлов Камен, Чифлиг и Самари.

## История
Според местни предания селото е основано през първата половина на ХVІІІ век от рода Саевци, които се преселили от Горна Пчиня в махалата Село.
В XIX век Зеленград е чисто българско село в Кратовска кааза на Османската империя. Според статистиката на Васил Кънчов („Македония. Етнография и статистика“) от 1900 година селото (Зелени Градъ) има 160 жители, всички българи християни.
В началото на XX век населението на Зеленград е под върховенството на Българската екзархия. По данни на секретаря на екзархията Димитър Мишев („La Macédoine et sa Population Chrétienne“) в 1905 година в Зеленград (Zeleni-Grade) има 160 българи екзархисти.
По време на Балканската война седем души от Зелениград се включват като доброволци в Македоно-одринското опълчение.
Според преброяването от 2002 година селото има 7 жители (3 мъже и 4 жени), в 5 домакинства и 30 къщи. Трудната достъпност до селото и липсата на препитание десетилетия обезлюдяват Зеленград.
На 7 километра от Злетово по Злетовската река край Зеленград се намира Зеленградският манастир „Свети Спиридон“, метох на Лесновския манастир. Основан е в XII–XIII век, а цялостно е запуснат в периода след Втората световна война. Храмът е обновен и изписан от Драган Ристески от Охрид и Лазар Лечич от Войводина в 2006 година.

## Личности
Родени в Зеленград
- Анастас Абазов, български търговец и революционер от ВМОРО
- Гиго Йосифов, български революционер, четник на Дончо Ангелов в 1914 година[7]
- Данил Илия, българин, православен, арестуван на 24 май 1903 година, обвинен в „подготвяне и осигуряване на укритие и храна като помощ на българските бунтовнически разбойници и събиране на пари от населението и пренасяне и доставяне на оръжие, муниции и други боеприпаси“, осъден на 3 години каторга, лежал в Скопския затвор, амнистиран с общата амнистия от 12 април 1904 година[8]
- Игнат Константинов, български революционер, четник на Дончо Ангелов в 1914 година[7]
- Никола Трайчов, български революционер, четник на Дончо Ангелов в 1914 година[7]
- Ной Димитров (1878 – ?), български революционер от ВМОРО
- Сотир Иванов, български революционер, четник на Дончо Ангелов в 1914 година[7]